# アリコベール
アリコベール（HARICOTS-VERTS）は、埼玉県上尾市のJR高崎線上尾駅前にある東武鉄道系列の商業施設群。上尾駅東口駅前広場の再開発事業によって1983年（昭和58年）9月23日に開業した。

## 概要
駅前交通広場を取り囲むように、デパート館・サロン館・ホテル館・プラザ館の4棟のビルから成る。デパートは丸広百貨店（1992年にテナントとして入っていたボンベルタ上尾部分のフロアを第三セクターから60億円で買収、ボンベルタ従業員は社員も含め丸広百貨店が引き続き雇用）、ホテルは東武ホテルが主テナントとして入る。サロン館には結婚式場や店舗が入るほか、上階はマンションが併設されている。プラザ館は主に公共施設が入っており、2階は上尾市図書館上尾駅前分館、1階は駅前交番である。アリコベールとはフランス語でサヤインゲンを意味する。

## 周辺
プラザ館以外の3棟は上尾駅舎とペデストリアンデッキで接続されており、歩行者は道路を横断せずに各施設の2階へ訪れることが出来る。デッキは東口バス停の各ホームとも非バリアフリー化の階段で接続され、バスへの乗り換えも可能である。プラザ館も駅から歩道でつながっており、直接訪れることが出来る。
上尾駅東口を拠点に東武バスが路線網を保有していた際、東口バス停は「上尾駅東口・アリコベール」と案内されていたが、東武バスの分社化に伴い、東口の路線網は大半が朝日バスに移管され、その際に「アリコベール」の案内は消滅している。

## ギャラリー

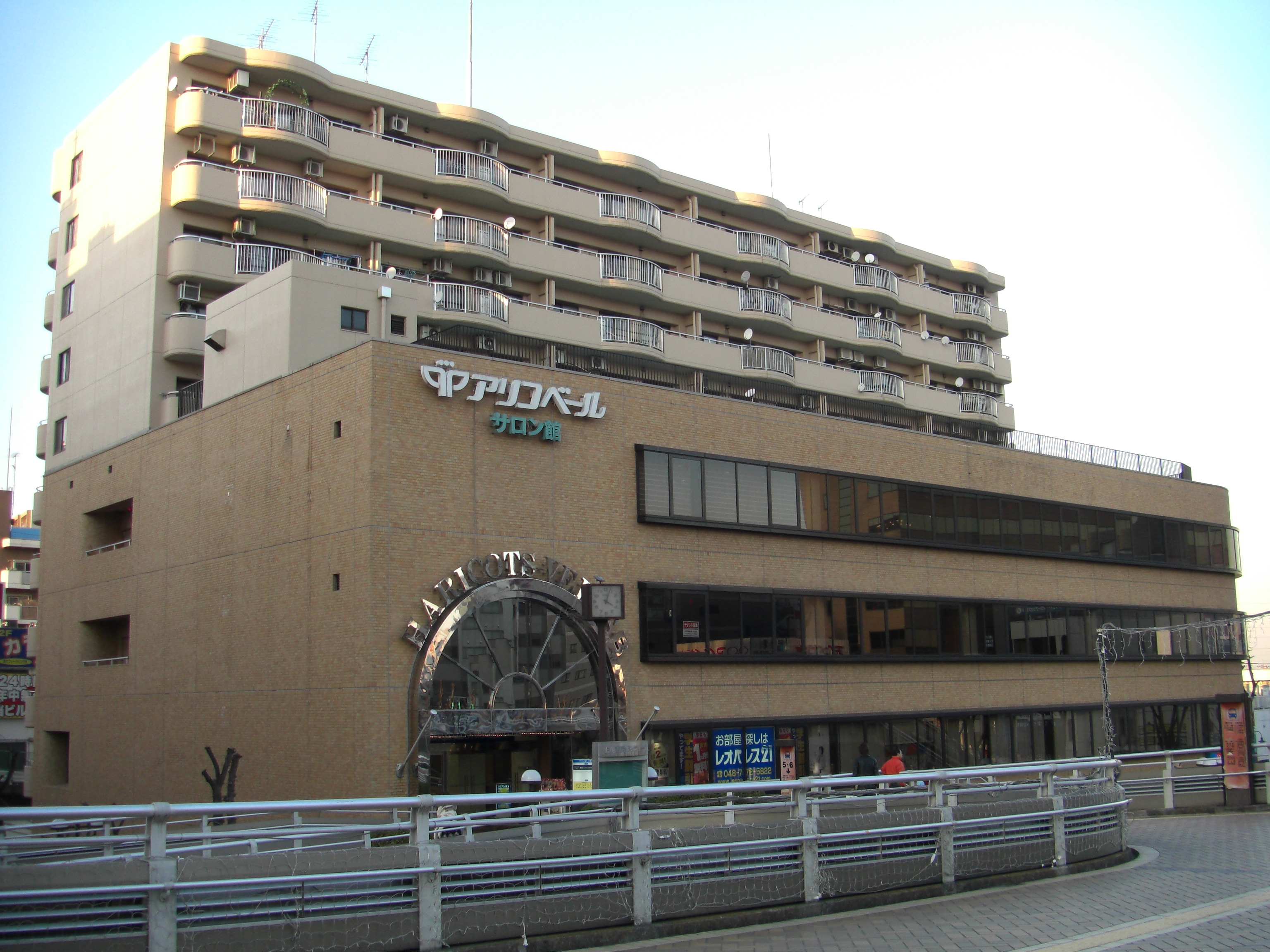
サロン館
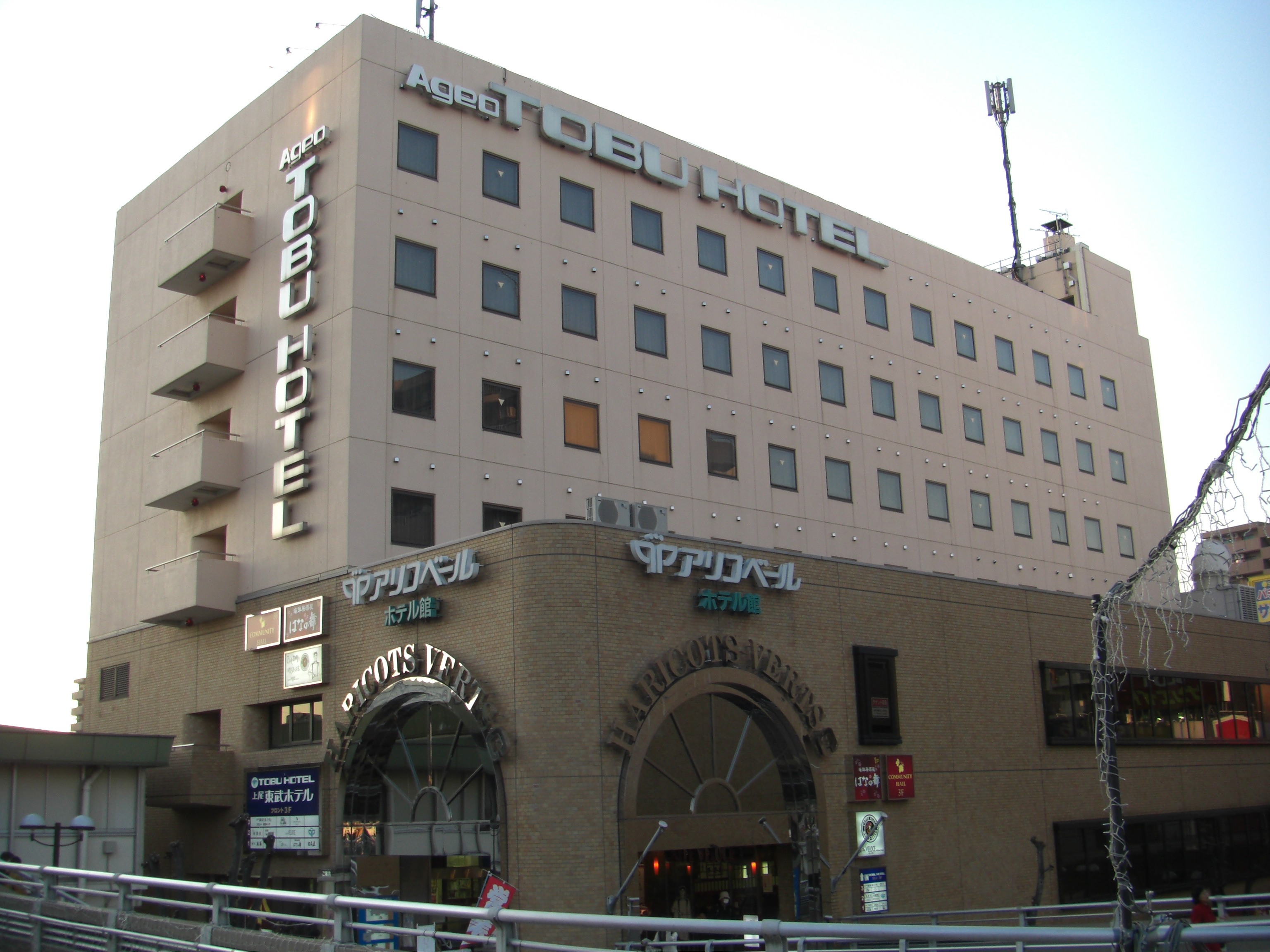
ホテル館（この左側が上尾駅）
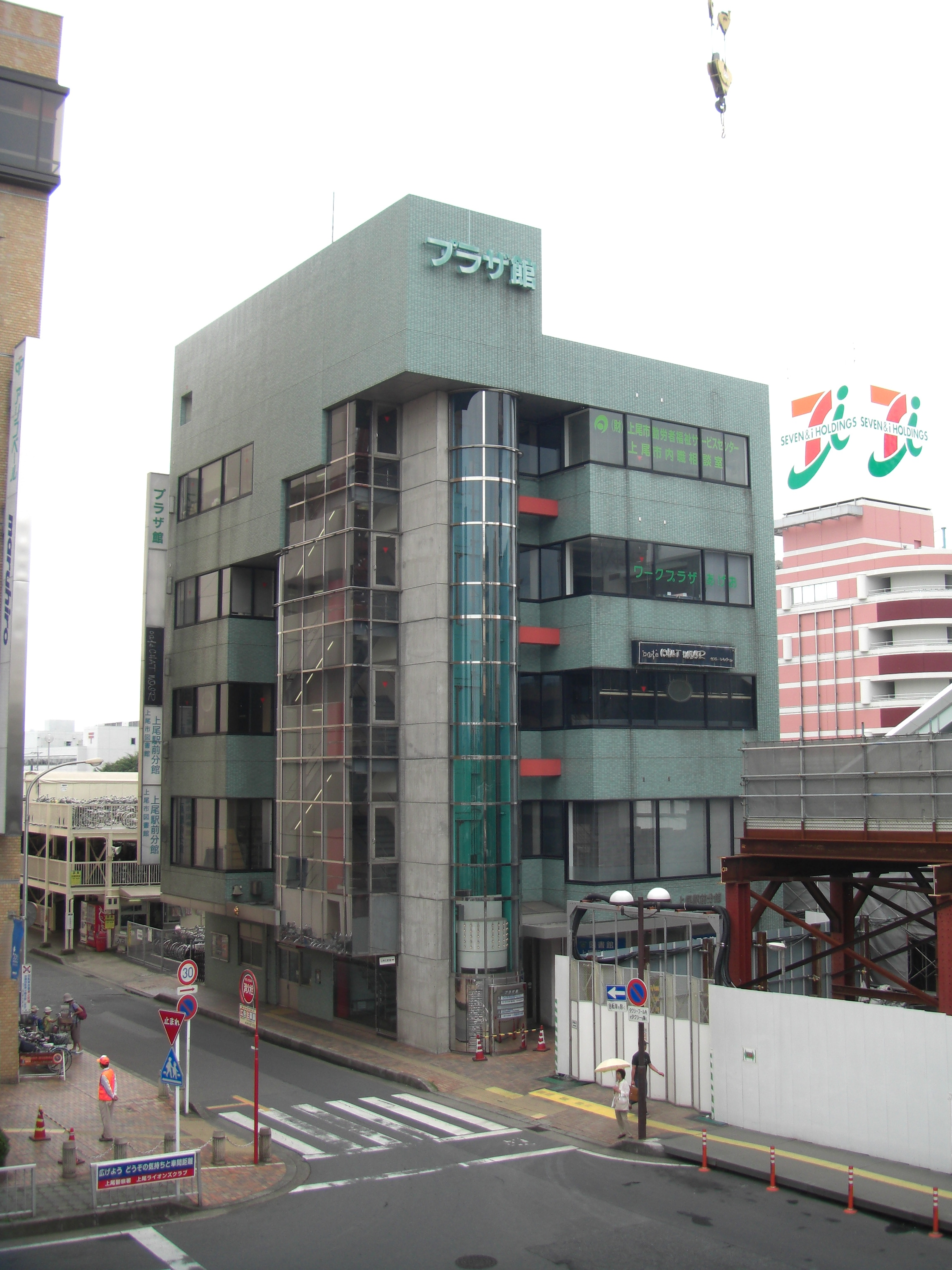
プラザ館（右奥は西口の建物）